# Plasminógeno
El plasminógeno o profibrinolisina es una glucoproteína sintetizada por el hígado, presente en el plasma sanguíneo y la mayor parte del fluido extracelular como el precursor inactivo de una enzima proteasa llamada plasmina. El plasminógeno es el componente central del sistema fibrinolítico del organismo, es decir, actúa en la disolución de coágulos sanguíneos de craneados y otros organismos eucariotas. En humanos, la concentración de plasminógeno es entre 1.5 a 2 µmol/l.

## Evolución
Se especula que el plasminógeno proviene de ancestros moleculares enzimáticos del tipo serín proteasas como la tripsina. Es la similitud de los componentes que conforman el sitio activo proteasa tanto de la tripsina como del plasminógeno que se usa como evidencia del probable ancestro molecular común. La estructura actual que le da a la porción plasmina del plasminógeno su función especializada viene de la adición de exones que codifican a dominios específicamente fibrinolíticos.

## Bioquímica
El plasminógeno humano es una glucoproteína de una sola cadena que contiene 791 aminoácidos cuyo componente en carbohidratos es de aproximadamente 2% y una masa molecular de unos 93.000 daltons. Tiene seis dominios estructurales, cada uno con propiedades diferentes. El dominio con actividad proteasa tienen un sitio activo muy similar a la de otras serin-proteasas, es decir, con los aminoácidos His603, Asp646 y Ser741.
La mutación del aminoácido alanina en la posición 601 (Ala601) —cuando es sustituido por una Thr601— causa un riesgo aumentado de trombosis, por lo que se piensa que es un aminoácido esencial en la función del plasminógeno. El estabilizar el extremo N-terminal del plasminógeno, con iones de cloro (Cl-) por ejemplo, hace que el plasminógeno sea difícil de activar, de modo que se postula que el aminoácido ácido glutámico —o en algunos plasminógenos no-humanos el aminoácido lisina— juegue un papel importante en los cambios conformacionales de la molécula en el momento de su activación sobre la superficie de la fibrina.

## Genética

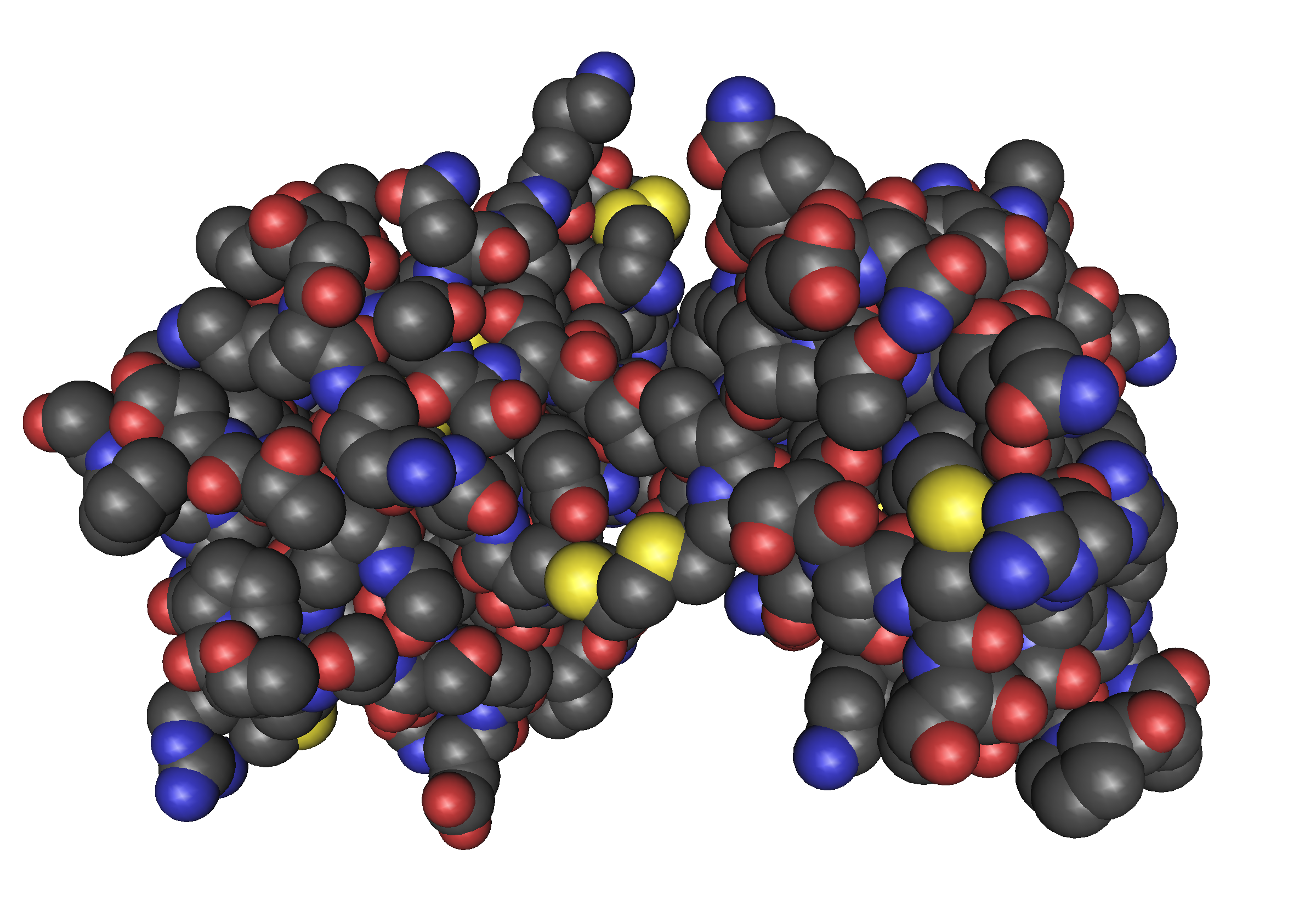
Krimgle número 4 de la molécula de plasminógeno que contiene 88 monómeros.

El gen que codifica al plasminógeno se encuentra en el cromosoma 6, contiene 19 exones y en unos 52,5 kb de ADN.

## Kringles
El gen transcribe a una cadena que incluye 5 dominios conformadas en forma de asas internas llamadas kringle (del pastel danés de igual nombre, que se parece a una rosquilla). Estos dominios son ricos en el aminoácido cisteína, cada asa dispuesta de ese modo por 3 enlaces disulfuro. Los kringles son motivos estructuralmente independientes una de las otras y se encuentran comúnmente en proteínas fibrinolíticas así como los de la coagulación, tales como el factor XII, la uroquinasa y la protrombina.

## Activación
El plasminógeno es una molécula enzimáticamente inactiva y circula por el cuerpo de esa manera hasta que es activado por activadores que rompen al plasminógeno convirtiéndolo en plasmina, cuyo blanco principal es la fibrina. La activación del plasminógeno ocurre por lo general sobre la superficie de la fibrina, en sitios de unión específicos para la molécula, por medio de la ruptura de un enlace peptídico entre los aminoácidos Arg560 y val561.
La activación del plasminógeno es mediada principalmente por las enzimas uroquinasa y el activador tisular del plasminógeno, así como otras enzimas como el activador dependiente del factor XII y el activador endotelial del plasminógeno. La estreptoquinasa, un polipéptido extraído de la bacteria Streptococcus pyogenes, es un potente activador del plasminógeno, por lo que se usa en farmacología como un agente trombolítico administrado por vía intravenosa en las terapias del infarto de miocardio. Otros activadores indirectos conocidos del plasminógeno que aún no se han comercializado son la saliva del murciélago y una molécula llamada estafiloquinasa producida por los estafilococos.

## Patologías
Una disminución en la concentración de plasminógeno predispone al individuo a trombosis por una incapacidad de romper o disolver los coágulos sanguíneos. La deficiencia de plasminógeno es una enfermedad poco frecuente que existe de forma hereditaria y adquirida. La forma adquirida más frecuente es la coagulación intravascular diseminada.
En odontología, la inflamación del alveolo dentario se conoce como alveolitis seca y se asocia a la extracción dental en mujeres usando algún anticonceptivo oral. Se piensa que los estrógenos contenidos en estos medicamentos aumentan la concentración del plasminógeno y de la actividad fibrinolítica en general.
Una elevada concentración de la lipoproteína (a) está asociado a un riesgo mayor de aterosclerosis y cardiopatía isquémica debido a que es estructuralmente similar al plasminógeno, de modo que compiten por los sitios activos en la fibrina, inhibiendo así al plasminógeno y su subsecuente activación a plasmina, aumentando el establecimiento de trombosis y favoreciendo la aterosclerosis.